# Marencich Ottó
Marencich Ottó (Marburg, 1875. november 18. – Budapest, 1964. szeptember 19.) szállodaigazgató.

## Életpályája és munkássága
Bécsben tanult; elvégezte a lausanne-i szállodai szakiskolát. A párizsi Continental, a londoni Savoy, a frankfurti Frankfurter Hof, a római Quirinal, a palermói Villa Igiea, a kairói Shepheard szállodákban dolgozott. Ezután Ázsiában és Amerikában volt körúton. A budapesti Hungaria Szálló igazgatója volt, később a Hungaria, Duna-palota és Nemzeti szállodákat egyesítő Rt. vezérigazgatója volt. Kormány-főtanácsos, több nemzetközi egyesület tagja, illetve dísztagja, elnöke volt.
Kiváló szervező, a szakoktatás fejlesztője volt. Megjelentette a Szállodai és Vendéglői Szemle című folyóiratot. Több cikke jelent meg hazai és külföldi szaklapokban.

## Családja
Szülei Marencich József és Kolb Leopoldina voltak. 1912-ben, Budapesten házasságot kötött Rupp Vilma Margittal.
Temetése a Farkasréti temetőben történt (33/5-1-30).

## Művei
- Szótár a vendéglősipar részére (négynyelvű, Budapest, 1923; ötnyelvű, Budapest, 1936)
- A szállodai és éttermi üzem kézikönyve (Budapest, 1924)
- Vezérfonal a szálloda és vendéglő üzem megszervezéséhez és vezetéséhez (Budapest, 1927)
- Aforizmák (Budapest, 1941)
- Francia–magyar ételszótár (Budapest, 1956)
- Négynyelvű vendéglőipari kézikönyv (Budapest, 1960)